# Tarim-Mumien

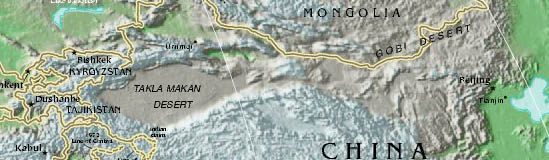
Die Taklamakan im Tarim-Becken

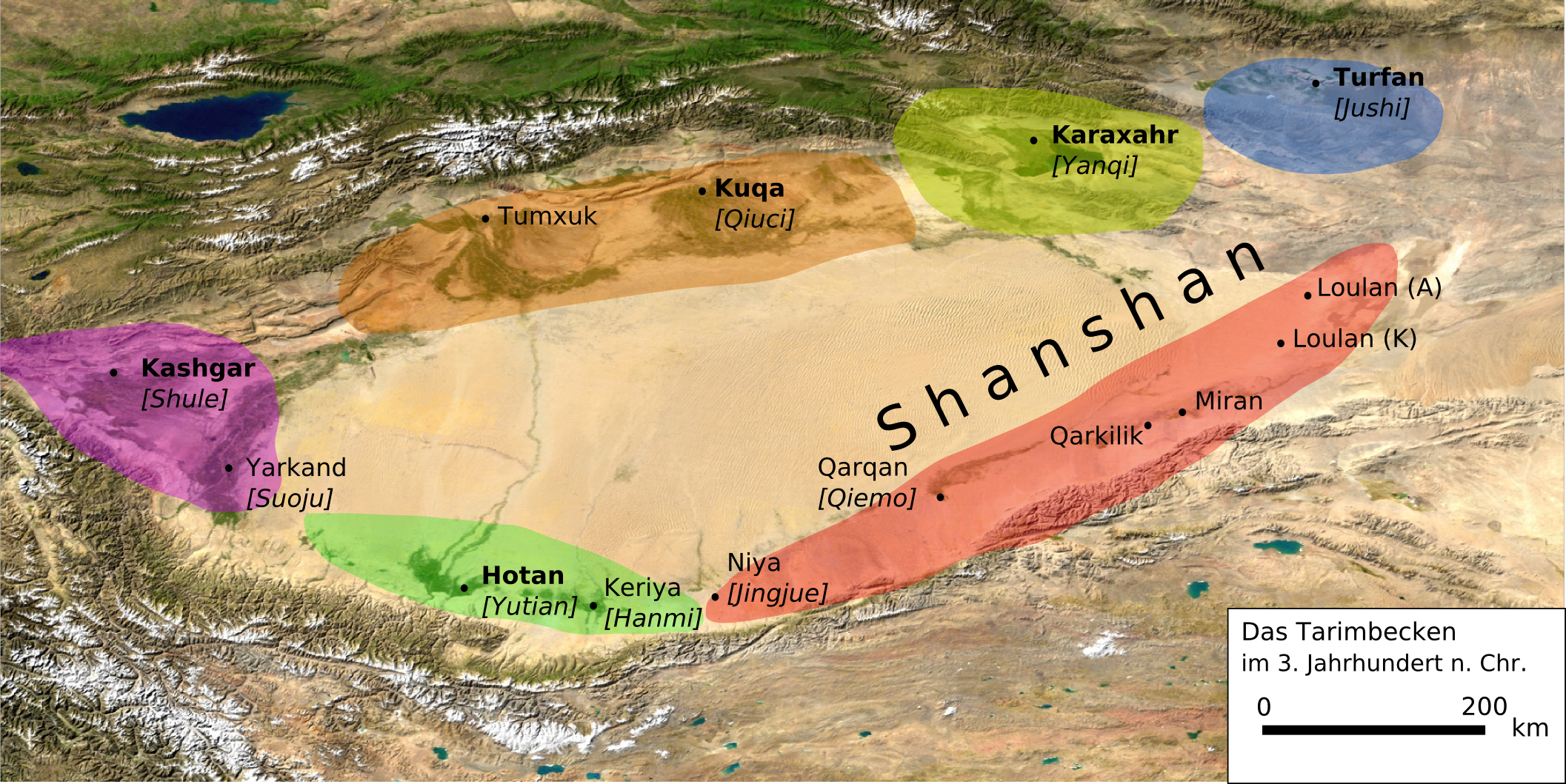
Das Tarimbecken im 3. Jahrhundert

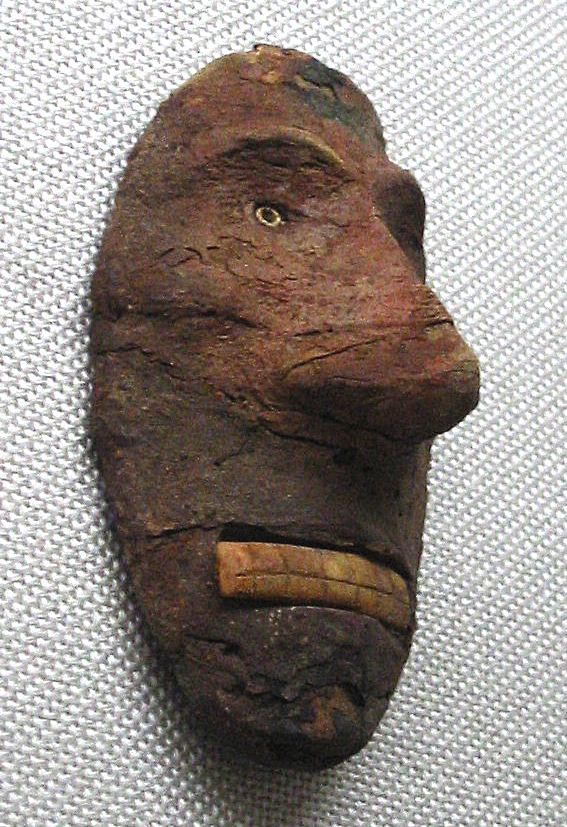
Maske mit europäischen Gesichtszügen aus Lop Nur, China, 2000–1000 v. Chr.

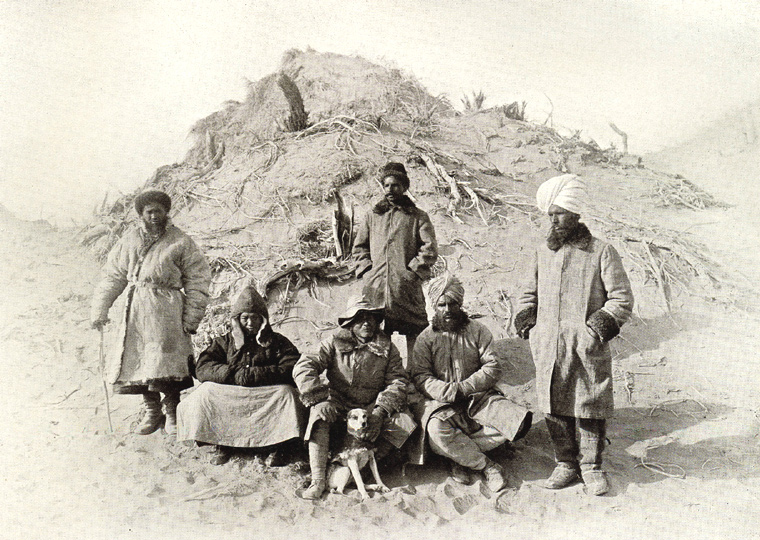
Sir Aurel Stein im Tarim-Becken, 1910

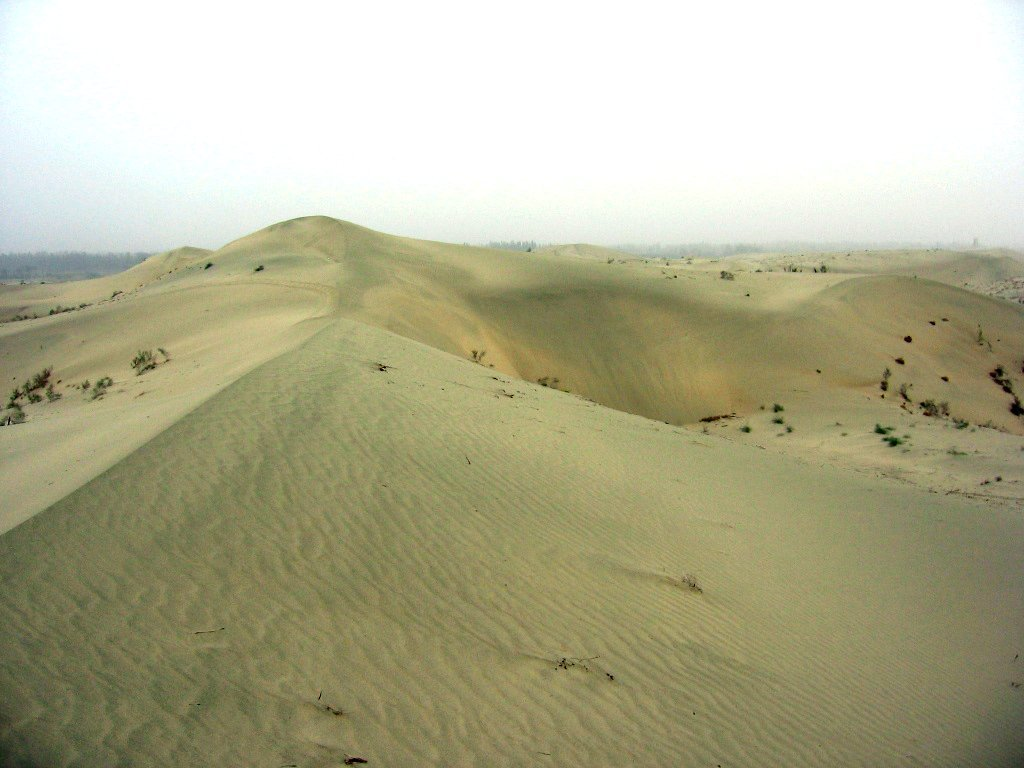
Die Taklamakan-Wüste ist sehr trocken, was der Konservierung sehr förderlich war.

Die Mumien vom Tarimbecken sind mehrere hundert Mumien, die an verschiedenen Stellen im Tarimbecken bzw. der Taklamakan-Wüste in Xinjiang in der heutigen Volksrepublik China gefunden wurden. Sie stammen aus der Zeit zwischen ca. 2000 v. Chr. und 800 n. Chr.

## Tocharer
Die Mumien, besonders die frühen mit einem Erscheinungsbild, das eher an Europäer erinnert, werden nach Chr. Baumer mit den Tocharern in Verbindung gebracht, den Sprechern der Tocharischen Sprache im Tarimbecken, obwohl dies nicht eindeutig erwiesen ist und mehrere Jahrhunderte zwischen diesen Mumien und den ersten Bezeugungen der tocharischen Schriftsprache liegen.
Die Tocharer werden beschrieben als bärtig, rothaarig oder blond, mit tiefliegenden blauen oder grünen Augen und langen Nasen.

## Mumienfunde
Am Anfang des 20. Jahrhunderts berichteten europäische Forscher wie Sven Hedin, Albert von Le Coq und Sir Aurel Stein von ihren Entdeckungen von ausgetrockneten Körpern bei ihrer Suche nach archäologischen Objekten in Zentralasien.
Seitdem sind viele weitere Mumien gefunden und untersucht worden. Viele davon werden nun in Museen von Xinjiang ausgestellt. Die meisten wurden am östlichen Ende des Tarimbeckens gefunden, in der Gegend von Lopnur, Subashi bei Turpan, Kroran im Königreich Loulan, Kumul, oder an der Südseite (Hotan, Niya, und Qarqan oder Qiemo). Alle hiesigen Mumien sind natürlich getrocknet und wurden nicht künstlich mumifiziert.
Die ältesten Tarim-Mumien, die in Qäwrighul gefunden wurden und auf 1800 v. Chr. datiert wurden, sind groß (z. B. 1,76 m) und haben europäische Gesichtszüge und helle Haarfarbe. Ihre archäologisch-kulturell nächsten Verwandten sind die bronzezeitlichen Bewohner des südlichen Sibirien, Kasachstan, Zentralasien, im Altai (Afanassjewo-Kultur) und der unteren Wolga (Jamnaja– und Chwalynsk-Kultur).
Der Friedhof von Yanbulaq enthielt 29 Mumien aus der Zeit von 1100–500 v. Chr. 21 davon sahen ostasiatisch aus und sind die ältesten Mumien im Tarimbecken und acht sahen europäisch aus wie die von Qäwrighul.
Bemerkenswerte Mumien sind der große rothaarige „Chärchän-Mann“ oder der „Ur-David“ (1000 v. Chr.); sein Sohn (1000 v. Chr.), ein kleines ein Jahr altes Baby mit braunem Haar, das unter einer rot-blauen Filzkappe hervorquillt, mit zwei Steinen auf seinen Augen; die „Hami-Mumie“ (circa 1400–800 v. Chr.), eine „rotköpfige Schönheit“, gefunden in Qizilchoqa, und die „Hexen von Subashi“ (4. oder 3. Jahrhundert v. Chr.), die zwei Fuß lange schwarze kegelförmige Filzhüte mit einer flachen Krempe trugen („Hexenhut“). Ebenfalls in Subashi wurde ein Mann mit Spuren einer chirurgischen Operation an seinem Bauch gefunden; der Schnitt ist mit einer Naht aus Pferdehaar genäht. Einige weibliche Mumien hatten Beutel bei sich, die heilende Pflanzen enthielten, sowie ein kleines Messer, vermutlich um diese zu zerkleinern.

## Herkunft
Sowohl die archäologischen Befunde der Sachkultur, als auch anthropologische und molekulargenetische Befunde suggerieren Verbindungen in den westeurasischen Raum. Eine abschließende Beurteilung steht noch aus. Neuere genetische Untersuchungen ordnen die Tarim-Mumien Überresten einer einst weitverbreiteten indigenen eiszeitlichen Bevölkerung zu.
Aus nachchristlicher Zeit, nach dem Zeitpunkt der letzten Mumien, bis hin an die Schwelle der Neuzeit sind im Tarimbecken schriftliche Zeugnisse erhalten, die in Sprachen verfasst sind, die zum sogenannten tocharischen Zweig der indogermanischen Sprachfamilie gehören. Der ethnische Hintergrund der Verwender dieser Sprachen ist aber bislang nicht zweifelsfrei ermittelt.

## Wichtige Fundorte
James P. Mallory und Victor H. Mair führen in ihrem Buch The Tarim Mummies. Ancient China and the Mystery of the Earliest Peoples From the West auf Seite 237 eine Tabelle mit den wichtigsten Fundorten auf. (Anmerkung: Wie zum Teil in der Archäologie noch üblich, werden überholte Rassenbezeichnungen verwendet. Sie sind hier in Anführungszeichen gesetzt)
| Fundort        | Datierung                 | Anzahl der Schädel | Typ                                     | Zugehörigkeit, kultureller Hintergrund                          |
| Qäwrighul      | 1800 v. Chr.              | 18 (11 m, 7 f)     | Proto-„Europid“                         | Bronzezeit Süd-Sibirien, Kasachstan, Zentralasien, Untere Wolga |
| Yanbulaq       | 1100–500 v. Chr.          | 29                 | „Mongolid“ (21) Proto-„Europid“ (8)     | (keine Angabe)                                                  |
| Shambabay      | 800–500 v. Chr.           | 1                  | Indo-Afghan?                            | Süd-Pamir (Saka)                                                |
| Alwighul       | 700–1 v. Chr.             | 58 (33 m, 25 f)    | Indo-Afghan, Pamir-Ferghana, „Mongolid“ | (keine Angabe)                                                  |
| Charwighul IV  | 500–1 v. Chr.             | 77 (50 m, 27 f)    | Proto-„Europid“                         | (keine Angabe)                                                  |
| Monggul Kura   | 400 v. Chr. – 200 n. Chr. | 13 (7 m, 6 f)      | Pamir-Ferghana, „Mongolid“              | Zentralasien (Saka)                                             |
| Sampul         | 200 v. Chr.               | 56                 | Indo-Afghan?                            | Südpamir (Saka)                                                 |
| Krorän         | 200 n. Chr.               | 6 ( 3 m, 1 f)      | Indo-Afghan? (5), „Mongolid“ (1)        | Südpamir (Saka)                                                 |
| Charwighul III | 200 n. Chr.               | 11 (9 m, 2 f)      | „europid (Caucasian)“                   | (keine Angabe)                                                  |